# Alexander Koch
Alexander Koch (ur. 22 lipca 1986 w Gandawie) – belgijski wioślarz.

## Osiągnięcia
- Mistrzostwa Świata Juniorów – Banyoles 2004 – czwórka bez sternika – brak[1][2].
- Mistrzostwa Świata U-23 – Amsterdam 2005 – ósemka – 14. miejsce[1].
- Mistrzostwa Świata U-23 – Hazewinkel 2006 – czwórka bez sternika – 12. miejsce[1].
- Mistrzostwa Świata U-23 – Glasgow 2007 – ósemka – 4. miejsce[1].
- Mistrzostwa Europy – Montemor-o-Velho 2010 – czwórka podwójna – 13. miejsce[1].